# Ana Maria Fisgativa Pasos
Ana María Fisgativa Pasos (Medellín, Antioquia, 1 de mayo de 1998) es una futbolista colombiana que se desempeña como Lateral derecho (Defensa) en  Club Deportivo Cali Femenino  Uruguay y de la Selección femenina de fútbol de Colombia.

## Biografía
Nacida el 1 de mayo de 1998, en el hospital del municipio de Bello, es la mayor de dos hermanas, una de ellas es la también deportista Carolina Fisgativa Pasos. Reside en la ciudad de Medellín y es bachiller y estudia Administración de empresas.
Sus comienzos se originaron a los 10 años en el club Boyacá de la ciudad de Medellín.[cita requerida]
Después de culminar su etapa con el club Boyacá llegaría al club mar mar de la profesora Margarita Martínez donde disputó su primera Pony Futbol. Y posterior continuo con el club Molino Viejo donde fue protagonista en la Liga Antioqueña LAF. [cita requerida]

## Etapa profesional

### Selección Colombia Femenina ( FCF )
Ana Maria recibió el llamado de la Selección femenina de fútbol sub-20 de Colombia por el profesor Carlos Alberto Quintero Castillo para disputar los XVIII Juegos Bolivarianos que se realizan en Santa Marta en el año 2017. Allí obtuvo la medalla de oro con la selección. Más tarde fue nuevamente convocada para disputar el sudamericano sub-20 que se realizó en Ecuador, donde obtuvo el tercer puesto.

## América de Cali
Temporada 2017

Selección Colombia sub-20 en los Juegos Bolivarianos 2017

Su primer club profesional. Donde debutó como futbolista profesional.
Temporada 2023 (Actualmente)

## Atlético Nacional
Temporada 2018
Después de su paso con América de Cali. Ana Maria llega al club Verde para disputar la liga profesional en Colombia. Donde quedó Subcampeona. 